# Paul Smolensky
Paul Smolensky (né le 5 mai 1955) est professeur de sciences cognitives à l'université Johns-Hopkins.
Il est à l'origine, avec Alan Prince, d'un modèle linguistique appelé théorie de l'optimalité.

## Distinctions
- 2005 : Prix Rumelhart